# Secret Window, Secret Garden
Secret Window, Secret Garden (en español Ventana secreta, jardín secreto o Ventana secreta, secreto jardín) es una de las cuatro novelas del libro de Stephen King Las cuatro después de la medianoche en 1990. En 2004 se hizo una adaptación al cine con el título La ventana secreta.

## Argumento
Mort Rainey es un exitoso escritor de Maine. Un día es confrontado por un hombre de Misisipi llamado John Shooter, quien acusa a Mort de haberle plagiado un cuento. Mort niega haber plagiado dicho cuento. Shooter se va, pero deja un manuscrito a la puerta de la casa de Mort, llamado Temporada de siembra, y Mort lo tira en un balde de basura. Cuando su ama de llaves lo saca de ahí y se lo da a Mort (pensando que era de él), finalmente lo lee y descubre que es casi idéntico a su cuento Ventana secreta, secreto jardín. Los dos vagamente difieren y tienen el mismo argumento. Las únicas diferencias son el título, el nombre del personaje, la dicción y el final. Esto perturba a Mort.
Shooter regresa unos días después. Habiendo descubierto que Mort escribió su cuento dos años antes que Shooter, Mort lo enfrenta con esta información. Shooter lo acusa de mentir y pide pruebas, dándole tres días a Mort para mostrar la fecha de publicación. Esa misma noche mata al gato de Mort y la casa de su exmujer es incendiada, en la cual se encontraba la revista con la publicación de Ventana secreta, secreto jardín. Mort pide una copia de la revista y pide a su amigo Greg Carstairs que investigue a Shooter y que hable con un hombre llamado Tom Greenleaf, quien había pasado en camioneta por donde estaban Mort y Shooter. Shooter, molesto porque Mort involucró a otras personas en el asunto, mata a Greg y a Tom, dejando falsa evidencia de que fue Mort quien los mató. Después de recibir la revista, Mort descubre que Shooter arrancó las páginas en las que estaba su cuento.
Mort descubre que Shooter es su doble personalidad. Tom no había visto a Shooter mientras conducía (sólo a Mort). Mort se da cuenta de que él incendió su propia casa, mató a su propio gato y mató a dos personas. Él de desmaya y despierta quince minutos después. Desesperado por saber de su propia cordura, corre a ver si puede ver a Shooter, pero solo ve a su exesposa Amy. Devastado, Mort se convierte en Shooter. Amy descubre que Mort se ha vuelto loco al ver que escribió la palabra "Shooter" por toda la casa (juego de palabras, su fonética es similar a la frase "Shoot her"; "dispárale a ella"). Shooter intenta matarla, pero ella logra escapar. Shooter, al seguirla, recibe un disparo del agente de seguros de Amy, y Mort vuelve a ser él mismo y muere.
Amy y Ted (el hombre con el que estuvo engañando a Mort) discuten sobre los motivos de su exesposo, ella insiste en que él se convirtió en dos personas y que su alter ego se volvió real. Amy descubre que Mort creó un personaje tan vívido que se volvió real.

## Película
En 2004 se hizo una adaptación fílmica con el nombre La ventana secreta, donde se presenta a Johnny Depp como Mort Rainey, a John Turturro como John Shooter, a Maria Bello como Amy y a Timothy Hutton como Ted.